# Chiuza, Bistrița-Năsăud
Chiuza (în maghiară Középfalva, Felsőközépfalva, Középfalu, în dialectul săsesc Mätteldref, în germană Mitteldorf, în trad. "Satul de Mijloc") este satul de reședință al comunei cu același nume din județul Bistrița-Năsăud, Transilvania, România.

## Istoric
Exploatări de sare cunoscute din antichitate sunt și cele de la Chiuza.